# إل مولينون
إل مولينون (بالإسبانية: El Molinón)‏ الاسم الرسمي إل مولينون - انريكي كاسترو كويني هو ملعب كرة قدم بمدينة خيخون في إسبانيا، بني في عام 1908, وهو الملعب الرئيسي لنادي ريال سبورتينغ خيخون في الفترة ما بين 1929-1997. ويصل طاقة الملعب الاستيعابية إلى 30,000 ألف متفرج.
استضاف الملعب العديد من المنافسات منها كأس العالم لكرة القدم 1982.
في 28 فبراير 2018 وافقت بلدية مدينة خيخون الإسبانية على إطلاق اسم اللاعب كويني على ملعب «مولينون» لنادي خيخون لكرة القدم. وبعد هذه الموافقة أصبح اسم الملعب رسميا «استاد المولينون - انريكي كاسترو كويني».

## وصلات خارجية
- El Molinón at Sporting website
- Stadium image
- Stadium featured on Estadios de España